# Scarsella (arquitetura)

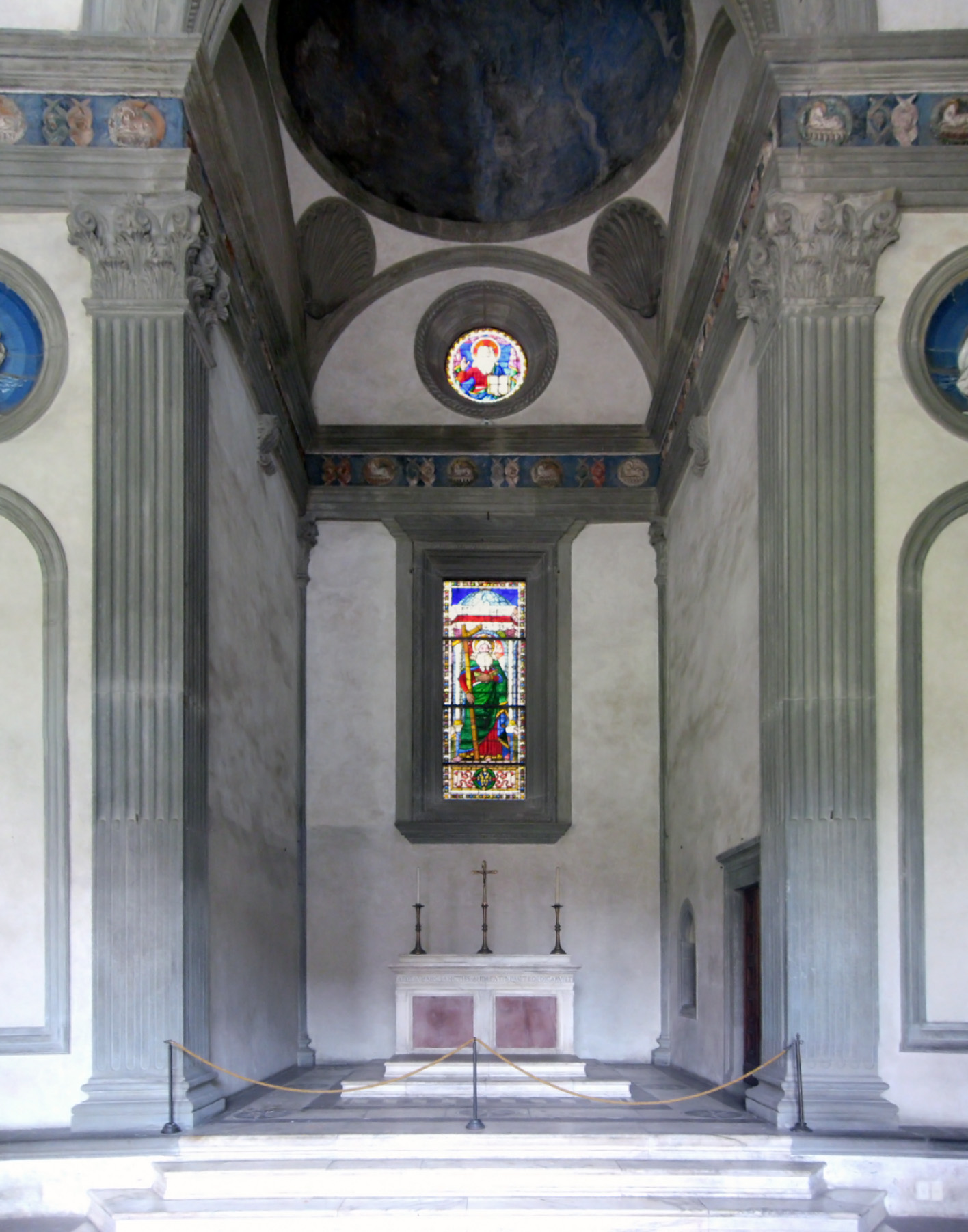
A scarsela da Capela Pazzi, Florença

Na arquitetura, a scarsella é uma pequena abside retangular ou quadrada que se projeta da estrutura principal. O termo scarsella, em florentino antigo, significa propriamente bolsa, em particular a bolsa de couro para dinheiro (do provençal scarsela, de etimologia incerta).
Temos um exemplo disto no batistério de Florença que, inicialmente construído com uma planta octogonal, foi posteriormente dotado de uma construção de planta retangular anexa ao edifício original. Outra abside medieval é a da capela espanhola em Santa Maria Novella, também em Florença, que serviu de modelo a Filippo Brunelleschi para a planta da Antiga Sacristia da Basílica de São Lourenço e para a capela Pazzi. O grande arquiteto estudou um modelo de capela onde a base era quadrada e a abside se abria no centro de uma das paredes, com uma dimensão lateral igual a um terço e uma planta igual, portanto, a um nono da planta de toda a capela. Este esquema teve um sucesso extraordinário e foi adotado pelos maiores arquitetos do Renascimento, especialmente no que diz respeito a edifícios com planta central: um exemplo antigo à escala monumental é a Basílica de Santa Maria delle Carceri em Prato de Giuliano da Sangallo, onde a área do presbitério forma uma espécie de grande abside. Outro exemplo de scarsella é a abside da igreja de Santa Maria dos Milagres em Veneza.